# Robert Lehr

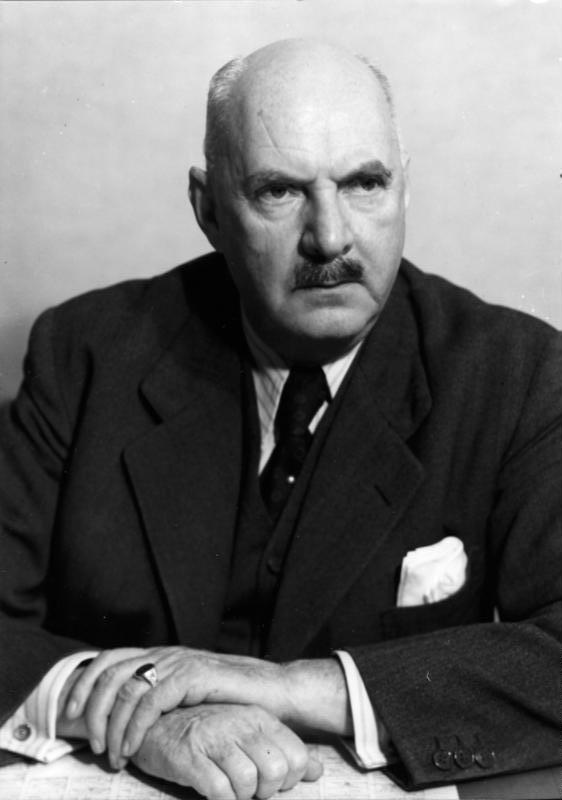
Robert Lehr, 1950

Robert Lehr (* 20. August 1883 in Celle; † 13. Oktober 1956 in Düsseldorf) war ein deutscher Politiker (DNVP, CDU). Er war Mitglied des Parlamentarischen Rates und von 1950 bis 1953 Bundesminister des Innern.

## Leben
Lehr war Sohn von Oskar Lehr (1847–1923), dem späteren preußischen Generalmajor und luxemburgischen Hofmarschall.

### Ausbildung und Beruf

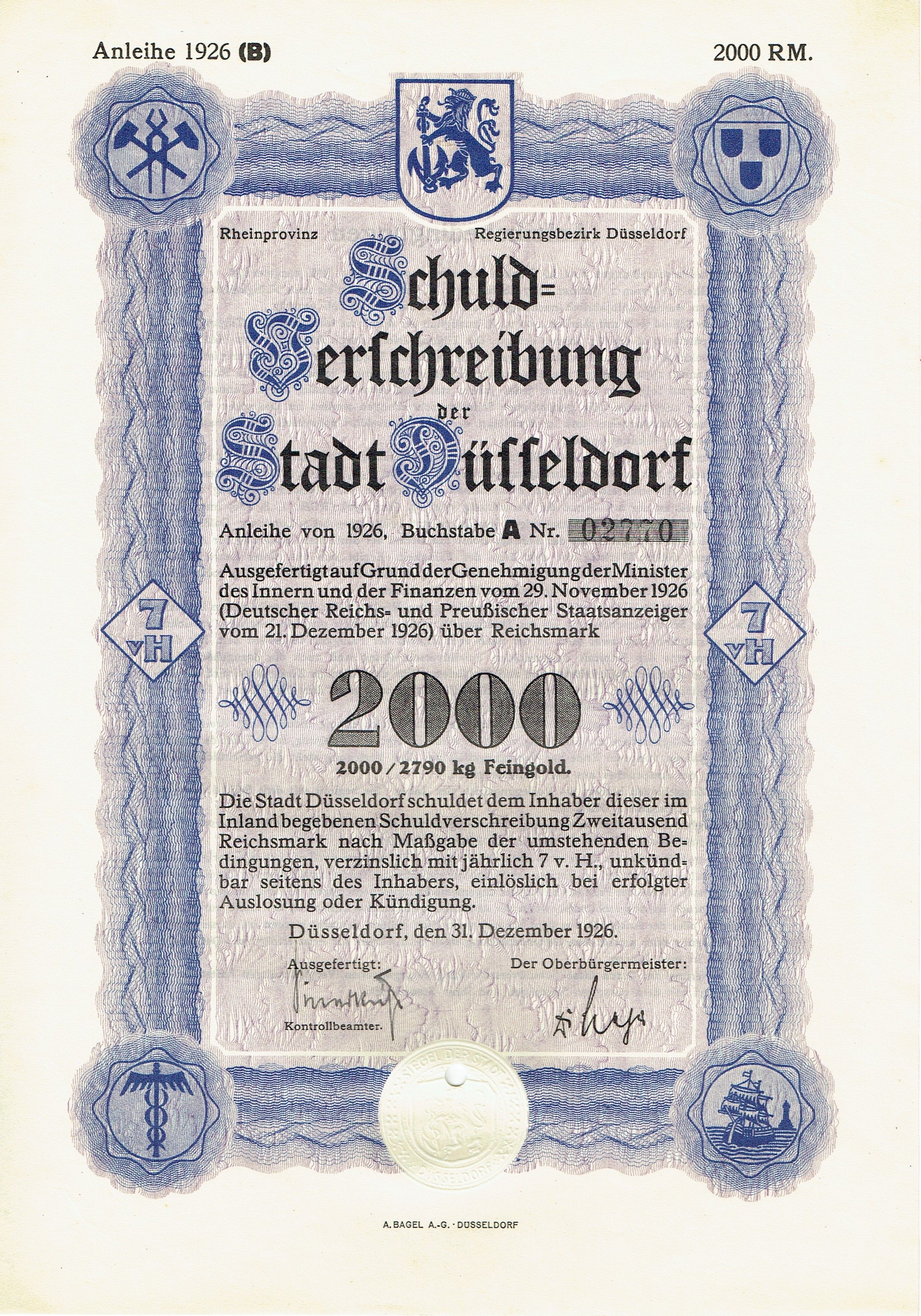
Anleihe der Stadt Düsseldorf vom 31. Dezember 1926 mit Unterschrift von Oberbürgermeister Lehr.

Nach dem Abitur begann er das Jurastudium in Marburg. 1905 wurde er Mitglied des Corps Teutonia Marburg. Er wechselte an die Friedrich-Wilhelms-Universität Berlin und später an die Rheinische Friedrich-Wilhelms-Universität Bonn. Er beendete das Studium 1907 mit dem ersten und 1912 mit dem zweiten juristischen Staatsexamen. 1908 wurde er zum Dr. iur. promoviert mit der Dissertation „Das Reichshaftpflichtgesetz in seiner heute geltenden Gestalt verglichen mit dem BGB“. 1908 heiratete er Aenne Steinbach, eine aus Oberbrügge bei Lüdenscheid stammende Fabrikantentochter.
Er war von 1912 bis 1913 als Richter am Amtsgericht Kassel und juristischer Hilfsarbeiter bei der Stadtverwaltung von Rheydt tätig. 1913 trat er in die Verwaltung der Stadt Düsseldorf ein. Von Ende 1914 bis 1919 war er dort Polizeidezernent und von 1919 bis 1924 Finanzdezernent. 1924 wurde er Oberbürgermeister der Stadt. Wegen seiner oppositionellen Haltung gegenüber dem Nationalsozialismus wollten die Nationalsozialisten ihn nach der Machtergreifung absetzen. Daher verdächtigten sie ihn im April 1933 öffentlich des Betrugs und verhafteten ihn. Er wurde dann in seinem Amt von Hans Wagenführ abgelöst und am 22. September 1933 durch den preußischen Minister des Innern in den Ruhestand versetzt. 1935 wurde er Mitglied der – später nach ihm benannten – Widerstandsgruppe in Düsseldorf, die ihre Treffen 1943 beendeten. Er lebte bis 1945 als Privatmann im Sauerland.

### Politik
Von 1929 bis 1933 gehörte Lehr der Deutschnationalen Volkspartei (DNVP) an. Nach Kriegsende war er 1945 einer der Mitbegründer der CDU. Unter Oberpräsident Johannes Fuchs war Lehr Chef der Abteilung „Allgemeine Verwaltung“ der Provinz Nordrhein, als er im Oktober 1945 von John Ashworth Barraclough, dem im Auftrag der britischen Besatzungsmacht handelnden regionalen Militärgouverneur für die Provinz Nordrhein, zum Oberpräsidenten der Provinz Nordrhein ernannt wurde. Dieses Amt übte er bis August 1946 aus. Von 1946 bis 1948 war er Mitglied und Vorsitzender des Zonenbeirates der britischen Besatzungszone. Ebenfalls 1946 wurde er Mitglied des Landtages von Nordrhein-Westfalen (bis 1950), als dessen Landtagspräsident er in den Jahren 1946/47 amtierte. Ab 1948 verwaltete er – als Aufsichtsrat und Vorstand – gemeinsam mit Günther Henle (CDU) innerhalb der Deutschen-Bank-Gruppe die Rheinisch-Westfälische Bank mit einer damaligen Bilanzsumme von 891 Millionen DM. 1948/49 gehörte Lehr dem Parlamentarischen Rat an und war dort Vorsitzender des Ausschusses für die Organisation des Bundes und ab Dezember 1948 stellvertretender Vorsitzender der CDU-/CSU-Fraktion.
1949 wurde er als direkt gewählter Abgeordneter des Wahlkreises Düsseldorf I in den Deutschen Bundestag gewählt, dem er in der ersten Legislaturperiode angehörte. Im Parlament war er von 1949 bis 1950 als stellvertretender Vorsitzender des Ausschusses für Angelegenheiten der inneren Verwaltung tätig. Von 1950 bis 1951 war er zudem Mitglied der Parlamentarischen Versammlung des Europarates.
Am 11. Oktober 1950 wurde er nach dem Rücktritt Gustav Heinemanns als Bundesminister des Innern in die von Bundeskanzler Konrad Adenauer geführte Bundesregierung berufen, dem damals größten Ministerium der Bundesrepublik, welches von „Sport und Kultur bis zum Grenz- und Verfassungsschutz“ reichte. Da er mit 70 Jahren aus Altersgründen zur Bundestagswahl 1953 auf eine erneute Kandidatur verzichtete, schied er am 20. Oktober 1953 aus der Bundesregierung aus.
Lehr stellte im Juni 1951 Strafantrag gegen Otto Ernst Remer wegen Verleumdung, was letztlich den historisch bedeutsamen Remer-Prozess einleitete, in dessen Urteilsbegründung festgestellt wurde, dass der „nationalsozialistische Staat kein Rechtsstaat, sondern ein Unrechtsstaat war, der nicht dem Wohle des deutschen Volkes diente. (…) All das, was das deutsche Volk, angefangen vom Reichstagsbrand über den 30. Juni 1934 und den 9. November 1938 hat über sich ergehen lassen müssen, war schreiendes Unrecht, dessen Beseitigung geboten war.“ In der Folge wurden die Widerstandskämpfer im Dritten Reich in der deutschen Öffentlichkeit von fast niemandem mehr als Verräter gesehen. Auch erhielt die Witwe des Attentäters Claus Schenk Graf von Stauffenberg nach dem Urteil Offizierswitwenrente von der Bundesrepublik.
Lehr war ein scharfer Gegner der rechtsradikalen SRP und wurde von der Presse wegen seines Engagements gegen den Rechtsextremismus „Kanonen-Lehr“ genannt. Er verklagte den Bundestagsabgeordneten Fritz Rößler und betrieb das erste Parteiverbotsverfahren der Bundesrepublik gegen die SRP.
Nach Lehr wurde der sogenannte „Lehr-Entwurf“ für ein neues Bundeswahlgesetz (BT-Drs. I/4090) benannt, der vorsah, 242 Abgeordnete in Einmann-Wahlkreisen und 242 Abgeordnete über eine Bundesliste zu wählen, wobei jeder Wähler eine Haupt- und eine Hilfsstimme erhalten sollte, die er nicht derselben Partei geben durfte. Da dieses Konstrukt die bürgerlichen Parteien gegenüber der SPD, die damals keinen Partner für die Hilfsstimmen hatte, bevorzugt hätte, wurde es als „Koalitionssicherungsgesetz“ kritisiert. Dolf Sternberger schrieb in einem Leitartikel: „Kerls, wollt Ihr denn ewig regieren?“. Der Entwurf wurde von der Bundesregierung bald darauf zurückgezogen.
Lehr starb drei Jahre nach seinem Rückzug aus der aktiven Politik. Teilnachlässe Lehrs befinden sich im Bundesarchiv in Koblenz, im Stadtarchiv Düsseldorf (Bestand 4–27) und im Kösener Archiv im Institut für Hochschulkunde an der Universität Würzburg (Bestand N 6).

### Gesellschaftliches Engagement

Entwurf von Robert Lehr zur neuen Flagge der Bundesrepublik Deutschland 1948

Von 1947 bis 1956 war Robert Lehr erster Präsident der Schutzgemeinschaft Deutscher Wald (SDW). 1952 übernahm er außerdem von Paul Duden den Vorsitz des Marburger Universitätsbundes, den er bis zu seinem Tod innehatte. Zudem war er Vorsitzender des Industrie-Club Düsseldorf, Aufsichtsratsvorsitzender der Gothaer Feuerversicherungsbank und stellvertretender Vorstand des Parkhotels Düsseldorf.

## Auszeichnungen
- Ehrendoktor der Medizinischen Fakultät der Westfälischen Wilhelms-Universität Münster
- Ehrenbürger der Rheinischen Friedrich-Wilhelms-Universität Bonn
- Ehrenbürger der Medizinischen Akademie Düsseldorf
- Ehrensenator der Universität Marburg, 1927
- Großkreuz des Verdienstordens der Bundesrepublik Deutschland
- Benennung des Robert-Lehr-Ufers in Düsseldorf
- Namensgeber der Liegenschaft Dr. Robert Lehr der Bundespolizeiakademie und der HS Bund, Fachbereich Bundespolizei in Lübeck-St. Hubertus
- Ehrenmitglied des Corps Teutonia Marburg, 1956[1]